# Ervenik Zlatarski (Zlatar Bistrica)
Ervenik Zlatarski falu Horvátországban Krapina-Zagorje megyében. Közigazgatásilag Zlatar Bistricához tartozik. 2001-ben 132 lakosa volt.

## Fekvése
Zágrábtól 32 km-re, községközpontjától 4 km-re északkeletre a Horvát Zagorje területén fekszik.

## Külső hivatkozások
- Zlatar Bistrica hivatalos oldala
- A Keresztelő Szent János plébánia honlapja